# Kaitlyn Alexander
Pour les articles homonymes, voir Alexander.
Kaitlyn Alexander, née le 9 octobre 1992, est une actrice, scénariste, créatrice de websérie et chanteuse canadienne.

## Biographie

### Vie privée
Kaitlyn Alexander est ouvertement bisexuelle, et est queer et non binaire. Son rôle du personnage non binaire de LaFontaine dans la web-série Carmilla l'a aidée à découvrir et à accepter sa propre identité de genre.
Kaitlyn Alexander joue un couple queer avec Sharon Belle dans Couple-ish (en).

## Filmographie
| Année     | Film/ série                          | Rôle                | Scénariste | Notes                                 |
| --------- | ------------------------------------ | ------------------- | ---------- | ------------------------------------- |
| 2014      | Motives & Murders: Cracking the Case | Michelle            |            | série télévisée                       |
| 2014-2016 | Carmilla                             | S. LaFontaine       |            | websérie, 82 épisodes                 |
| 2015-2016 | Couple-ish (en)                      | Deanne 'Dee' Warson | Oui        | websérie, 22 épisodes                 |
| 2016      | Full Out                             | Max                 |            | mini-série, 5 épisodes                |
| 2017      | Carmilla                             | S. LaFontaine       |            | Film - séquel de la websérie Carmilla |

## Discographie
- 2018 : Time Tells[4]